# Населённые пункты Тверской области в районах (от Р до Я)
Населённые пункты Тверской области в районах (от Р до Я).
Городские населённые пункты (города и посёлки городского типа) выделены оранжевым цветом).
Численность населения сельских населённых пунктов приведена по данным переписи населения 2010 года, численность населения городских населённых пунктов (городов и пгт) — по оценке на 1 января 2021 года.

## Ржевский
| №   | Населённый пункт  | Тип          | Население |
| --- | ----------------- | ------------ | --------- |
| 1   | Абрамково         | деревня      | 99        |
| 2   | Абрамово          | деревня      | 7         |
| 3   | Абросимиха        | деревня      | 0         |
| 4   | Азарово           | деревня      | 163       |
| 5   | Акатькино         | деревня      | 0         |
| 6   | Аксены            | деревня      | 0         |
| 7   | Акульево          | деревня      | 0         |
| 8   | Алешево           | деревня      | 60        |
| 9   | Андреевское       | деревня      | 1         |
| 10  | Анисимиха         | деревня      | 22        |
| 11  | Антипово          | деревня      | 0         |
| 12  | Антоново          | деревня      | 1         |
| 13  | Антоново          | деревня      | 1         |
| 14  | Анциферово        | деревня      | 0         |
| 15  | Апалёво           | деревня      | 16        |
| 16  | Апукшино          | деревня      | 0         |
| 17  | Артемово          | деревня      | 84        |
| 18  | Бабенки           | деревня      | 12        |
| 19  | Байгорово         | деревня      | 10        |
| 20  | Балаши            | деревня      | 1         |
| 21  | Барыгино          | деревня      | 8         |
| 22  | Бахарево          | деревня      | 13        |
| 23  | Бахмутово         | деревня      | 245       |
| 24  | Бедрино           | деревня      | 1         |
| 25  | Блазново          | деревня      | 5         |
| 26  | Бобронниково      | деревня      | 0         |
| 27  | Бойково           | деревня      | 12        |
| 28  | Болотники         | деревня      | 1         |
| 29  | Борисово          | деревня      | 21        |
| 30  | Борисово          | деревня      | 1         |
| 31  | Бочарово          | деревня      | 45        |
| 32  | Бочарово          | деревня      | 1         |
| 33  | Брехово           | деревня      | 9         |
| 34  | Бровцино          | деревня      | 6         |
| 35  | Бродниково        | деревня      | 12        |
| 36  | Букарево          | деревня      | 7         |
| 37  | Булатово          | деревня      | 0         |
| 38  | Бунегино          | деревня      | 33        |
| 39  | Бураково          | деревня      | 7         |
| 40  | Бураково          | деревня      | 0         |
| 41  | Бургово           | деревня      | 14        |
| 42  | Бурмусово         | деревня      | 6         |
| 43  | Бурцево           | деревня      | 0         |
| 44  | Бутово            | деревня      | 0         |
| 45  | Быхова Слобода    | деревня      | 6         |
| 46  | Варатово          | деревня      | 19        |
| 47  | Васюково          | деревня      | 85        |
| 48  | Ведомково         | деревня      | 0         |
| 49  | Веньшино          | деревня      | 0         |
| 50  | Верхний Бор       | деревня      | 20        |
| 51  | Висино            | деревня      | 6         |
| 52  | Власово           | деревня      | 1         |
| 53  | Волжское-Малахово | деревня      | 82        |
| 54  | Волыново          | деревня      | 0         |
| 55  | Воробьёво         | деревня      | 0         |
| 56  | Воробьёво         | деревня      | 0         |
| 57  | Вороничено        | деревня      | 1         |
| 58  | Вороново          | деревня      | 0         |
| 59  | Воронцово         | деревня      | 0         |
| 60  | Выдрино           | деревня      | 35        |
| 61  | Высоково          | деревня      | 1         |
| 62  | Галахово          | деревня      | 1         |
| 63  | Глазово           | деревня      | 0         |
| 64  | Глебово           | деревня      | 313       |
| 65  | Глестково         | деревня      | 7         |
| 66  | Глиньково         | деревня      | 0         |
| 67  | Гляденово         | деревня      | 5         |
| 68  | Гнилево           | деревня      | 0         |
| 69  | Голышкино         | деревня      | 7         |
| 70  | Горбыль           | деревня      | 1         |
| 71  | Горенка           | деревня      | 0         |
| 72  | Горки             | деревня      | 1         |
| 73  | Горня             | деревня      | 0         |
| 74  | Городище          | деревня      | 6         |
| 75  | Горшково          | деревня      | 1         |
| 76  | Грешниково        | деревня      | 11        |
| 77  | Грибеево          | деревня      | 6         |
| 78  | Гримино           | деревня      | 8         |
| 79  | Гришино           | деревня      | 1         |
| 80  | Губино            | деревня      | 1         |
| 81  | Гузино            | деревня      | 12        |
| 82  | Гузынино          | деревня      | 11        |
| 83  | Двойня            | деревня      | 1         |
| 84  | Демкино           | деревня      | 0         |
| 85  | Денино            | деревня      | 17        |
| 86  | Деньгино          | деревня      | 5         |
| 87  | Деняшино          | деревня      | 1         |
| 88  | Дешевки           | деревня      | 18        |
| 89  | Дмитрово          | деревня      | 78        |
| 90  | Дмитрово          | деревня      | 19        |
| 91  | Добрая            | деревня      | 1         |
| 92  | Домашино          | деревня      | 391       |
| 93  | Дорки             | деревня      | 0         |
| 94  | Дружба            | деревня      | 9         |
| 95  | Дубакино          | деревня      | 1         |
| 96  | Дубровка          | деревня      | 1         |
| 97  | Дуброво           | деревня      | 9         |
| 98  | Дуброво           | деревня      | 0         |
| 99  | Дулово            | деревня      | 0         |
| 100 | Дунилово          | деревня      | 27        |
| 101 | Дурнево           | деревня      | 27        |
| 102 | Дыбалово          | деревня      | 0         |
| 103 | Екимово           | деревня      | 9         |
| 104 | Екимово           | деревня      | 0         |
| 105 | Ераево            | деревня      | 0         |
| 106 | Ерши              | деревня      | 6         |
| 107 | Есемово           | деревня      | 16        |
| 108 | Есинка            | посёлок      | 956       |
| 109 | Есиповская        | ж.д. станция | 5         |
| 110 | Ефимово           | деревня      | 13        |
| 111 | Жаднево           | деревня      | 14        |
| 112 | Житинки           | деревня      | 0         |
| 113 | Жуково            | деревня      | 23        |
| 114 | Забелино          | деревня      | 13        |
| 115 | Заволжский        | посёлок      | 185       |
| 116 | Займище           | деревня      | 1         |
| 117 | Зайцево           | деревня      | 229       |
| 118 | Зайцево           | деревня      | 1         |
| 119 | Зальково          | деревня      | 0         |
| 120 | Замятино          | деревня      | 131       |
| 121 | Заречная          | деревня      | 1         |
| 122 | Зарубино          | деревня      | 17        |
| 123 | Захарово          | деревня      | 0         |
| 124 | Захарово          | деревня      | 5         |
| 125 | Збоево            | деревня      | 9         |
| 126 | Збоево            | село         | 11        |
| 127 | Звягино           | деревня      | 330       |
| 128 | Зинаидово         | деревня      | 0         |
| 129 | Змины             | деревня      | 14        |
| 130 | Знаменское        | деревня      | 25        |
| 131 | Зорино            | деревня      | 1         |
| 132 | Зубово            | деревня      | 0         |
| 133 | Зуево             | деревня      | 1         |
| 134 | Ивановское        | деревня      | 12        |
| 135 | Извалино          | деревня      | 0         |
| 136 | Ильченко          | посёлок      | 137       |
| 137 | Итомля            | деревня      | 323       |
| 138 | Каменица          | деревня      | 0         |
| 139 | Карамлино         | деревня      | 1         |
| 140 | Карпово           | деревня      | 0         |
| 141 | Карпово           | деревня      | 0         |
| 142 | Карпово           | деревня      | 0         |
| 143 | Картошино         | деревня      | 1         |
| 144 | Карьера           | посёлок      | 15        |
| 145 | Клешнево          | деревня      | 31        |
| 146 | Климово           | деревня      | 15        |
| 147 | Климово           | деревня      | 1         |
| 148 | Клины             | деревня      | 1         |
| 149 | Клипуново         | деревня      | 0         |
| 150 | Ковалево          | деревня      | 51        |
| 151 | Ковынево          | деревня      | 63        |
| 152 | Кожухово          | деревня      | 0         |
| 153 | Кожухово          | деревня      | 1         |
| 154 | Козицино          | деревня      | 6         |
| 155 | Кокошилово        | деревня      | 1         |
| 156 | Кокошкино         | деревня      | 358       |
| 157 | Колокольцово      | деревня      | 8         |
| 158 | Колупаево         | деревня      | 1         |
| 159 | Коммуна           | деревня      | 1         |
| 160 | Конново           | деревня      | 31        |
| 161 | Коростелево       | деревня      | 8         |
| 162 | Костерево         | деревня      | 15        |
| 163 | Котлово           | деревня      | 0         |
| 164 | Красное           | деревня      | 30        |
| 165 | Кресты            | деревня      | 1         |
| 166 | Кривая Улица      | деревня      | 1         |
| 167 | Кривцово          | деревня      | 82        |
| 168 | Кротково          | деревня      | 1         |
| 169 | Крупцово          | деревня      | 24        |
| 170 | Крутики           | деревня      | 1         |
| 171 | Крутики           | деревня      | 1         |
| 172 | Кувшиново         | деревня      | 0         |
| 173 | Кудрино           | деревня      | 0         |
| 174 | Кузьмарино        | деревня      | 11        |
| 175 | Кульнево          | деревня      | 0         |
| 176 | Курово            | деревня      | 10        |
| 177 | Курьяново         | деревня      | 156       |
| 178 | Лазарево          | деревня      | 7         |
| 179 | Лаптево           | деревня      | 6         |
| 180 | Лебедево          | деревня      | 16        |
| 181 | Лебзино           | деревня      | 1         |
| 182 | Леонтьево         | деревня      | 40        |
| 183 | Лигостаево        | деревня      | 19        |
| 184 | Лукино            | деревня      | 7         |
| 185 | Лыкшино           | деревня      | 15        |
| 186 | Лыткино           | деревня      | 17        |
| 187 | Люнино            | деревня      | 10        |
| 188 | Макарово          | деревня      | 12        |
| 189 | Максаково         | деревня      | 0         |
| 190 | Малахово          | деревня      | 0         |
| 191 | Маломахово        | деревня      | 6         |
| 192 | Мануйлово         | деревня      | 7         |
| 193 | Марайка           | деревня      | 0         |
| 194 | Масленниково      | деревня      | 1         |
| 195 | Маслово           | деревня      | 10        |
| 196 | Массальское       | деревня      | 22        |
| 197 | Медведево         | деревня      | 321       |
| 198 | Мешино            | деревня      | 0         |
| 199 | Мигуново          | деревня      | 21        |
| 200 | Минино            | деревня      | 13        |
| 201 | Мининские Дворы   | деревня      | 1         |
| 202 | Мироново          | деревня      | 30        |
| 203 | Митьково          | деревня      | 85        |
| 204 | Михайлики         | деревня      | 0         |
| 205 | Михалево          | деревня      | 117       |
| 206 | Михирево          | деревня      | 1         |
| 207 | Мнякино           | деревня      | 24        |
| 208 | Мологино          | деревня      | 1         |
| 209 | Мончалово         | деревня      | 364       |
| 210 | Мончалово         | деревня      | 1         |
| 211 | Мончорово         | деревня      | 5         |
| 212 | Моржово           | деревня      | 1         |
| 213 | Мохначи           | деревня      | 18        |
| 214 | Мужищево          | деревня      | 0         |
| 215 | Муравьёво         | деревня      | 175       |
| 216 | Муравьёво         | ж.д. станция | 12        |
| 217 | Мурылево          | деревня      | 27        |
| 218 | Мясищево          | деревня      | 5         |
| 219 | Мясоедово         | деревня      | 1         |
| 220 | Мясцово           | деревня      | 15        |
| 221 | Мясцово           | деревня      | 5         |
| 222 | Находово          | деревня      | 33        |
| 223 | Немцово           | деревня      | 1         |
| 224 | Ненаедово         | деревня      | 8         |
| 225 | Нестерово         | деревня      | 5         |
| 226 | Нечаево           | деревня      | 1         |
| 227 | Никоново          | деревня      | 0         |
| 228 | Ново-Алексеевское | деревня      | 1         |
| 229 | Новосадовая       | деревня      | 59        |
| 230 | Новые Кузнецы     | деревня      | 1         |
| 231 | Новый Рукав       | деревня      | 1         |
| 232 | Образцово         | деревня      | 135       |
| 233 | Овсянники         | деревня      | 8         |
| 234 | Овсянники         | деревня      | 7         |
| 235 | Овсянники         | деревня      | 5         |
| 236 | Овцыно            | деревня      | 0         |
| 237 | Овчинники         | деревня      | 1         |
| 238 | Озеренка          | деревня      | 0         |
| 239 | Озерецкое         | деревня      | 1         |
| 240 | Озерютино         | деревня      | 15        |
| 241 | Орехово           | деревня      | 8         |
| 242 | Орехово           | деревня      | 112       |
| 243 | Орсино            | деревня      | 0         |
| 244 | Осипово           | деревня      | 0         |
| 245 | Осипово           | деревня      | 11        |
| 246 | Осуга             | посёлок      | 190       |
| 247 | Осуйское          | деревня      | 10        |
| 248 | Павлюки           | деревня      | 47        |
| 249 | Панино            | деревня      | 5         |
| 250 | Пантюково         | деревня      | 0         |
| 251 | Папино            | деревня      | 1         |
| 252 | Парихино          | деревня      | 138       |
| 253 | Пеленичено        | деревня      | 16        |
| 254 | Переварово        | деревня      | 28        |
| 255 | Першино           | деревня      | 1         |
| 256 | Першино           | деревня      | 1         |
| 257 | Пестриково        | деревня      | 5         |
| 258 | Петрищево         | деревня      | 0         |
| 259 | Петуново          | деревня      | 10        |
| 260 | Пирютино          | деревня      | 202       |
| 261 | Плешки            | деревня      | 204       |
| 262 | Плотниково        | деревня      | 1         |
| 263 | Плоты             | деревня      | 0         |
| 264 | Победа            | посёлок      | 563       |
| 265 | Поволжье          | деревня      | 50        |
| 266 | Погорелки         | деревня      | 54        |
| 267 | Погорелово        | деревня      | 0         |
| 268 | Подлипки          | деревня      | 0         |
| 269 | Покровское        | деревня      | 0         |
| 270 | Половинино        | деревня      | 8         |
| 271 | Полунино          | деревня      | 83        |
| 272 | Поротики          | деревня      | 5         |
| 273 | Почигаево         | деревня      | 6         |
| 274 | Починки           | деревня      | 23        |
| 275 | Починки           | деревня      | 12        |
| 276 | Появилово         | деревня      | 0         |
| 277 | Прасолово         | деревня      | 1         |
| 278 | Пудово            | деревня      | 1         |
| 279 | Пустошка 2-я      | деревня      | 1         |
| 280 | Пятницкое         | деревня      | 156       |
| 281 | Радюкино          | деревня      | 18        |
| 282 | Раменское         | деревня      | 20        |
| 283 | Раменье           | деревня      | 16        |
| 284 | Ратово            | деревня      | 0         |
| 285 | Редькино          | деревня      | 4         |
| 286 | Рогачево          | деревня      | 49        |
| 287 | Рогово            | деревня      | 0         |
| 288 | Рогово            | деревня      | 1         |
| 289 | Родинка           | деревня      | 0         |
| 290 | Рождественно      | ж.д. станция | 1         |
| 291 | Рублево           | деревня      | 0         |
| 292 | Рудница           | деревня      | 41        |
| 293 | Рыково            | деревня      | 1         |
| 294 | Рязанцево         | деревня      | 12        |
| 295 | Салькино          | деревня      | 0         |
| 296 | Санталово         | деревня      | 23        |
| 297 | Сахарово          | деревня      | 7         |
| 298 | Свеклино          | деревня      | 1         |
| 299 | Свербиха          | деревня      | 0         |
| 300 | Светителево       | деревня      | 40        |
| 301 | Светлая           | деревня      | 153       |
| 302 | Свистуны          | деревня      | 14        |
| 303 | Седнево           | деревня      | 0         |
| 304 | Седниково         | деревня      | 0         |
| 305 | Семашка           | деревня      | 0         |
| 306 | Семеново          | деревня      | 0         |
| 307 | Семеновское       | деревня      | 0         |
| 308 | Семеновское       | деревня      | 1         |
| 309 | Слобырево         | деревня      | 42        |
| 310 | Смолево           | деревня      | 24        |
| 311 | Сморщево          | деревня      | 8         |
| 312 | Соколово          | деревня      | 1         |
| 313 | Соломино          | деревня      | 1         |
| 314 | Сосновка          | деревня      | 12        |
| 315 | Станы             | деревня      | 7         |
| 316 | Старое Кузнецово  | деревня      | 0         |
| 317 | Старцево          | деревня      | 1         |
| 318 | Старые Кузнецы    | деревня      | 49        |
| 319 | Старый Рукав      | деревня      | 5         |
| 320 | Степакино         | деревня      | 14        |
| 321 | Степанцево        | деревня      | 5         |
| 322 | Стешово           | деревня      | 1         |
| 323 | Столыпино         | деревня      | 1         |
| 324 | Струйское         | деревня      | 1         |
| 325 | Сувитки           | деревня      | 8         |
| 326 | Суково            | деревня      | 51        |
| 327 | Суконцево         | деревня      | 1         |
| 328 | Сухая Орча        | деревня      | 0         |
| 329 | Сухинино          | деревня      | 1         |
| 330 | Суходол           | деревня      | 48        |
| 331 | Сухуша            | деревня      | 12        |
| 332 | Сытьково          | деревня      | 32        |
| 333 | Таблино           | деревня      | 8         |
| 334 | Тараканово        | деревня      | 1         |
| 335 | Тараканово        | деревня      | 0         |
| 336 | Телячье           | деревня      | 0         |
| 337 | Терешково         | деревня      | 93        |
| 338 | Тимофеево         | деревня      | 25        |
| 339 | Тихменево         | деревня      | 32        |
| 340 | Толстиково        | деревня      | 45        |
| 341 | Трёхгорное        | деревня      | 7         |
| 342 | Тростино          | деревня      | 62        |
| 343 | Трубино           | деревня      | 184       |
| 344 | Трушково          | деревня      | 10        |
| 345 | Тупицино          | деревня      | 14        |
| 346 | Турбаево          | деревня      | 15        |
| 347 | Ульянково         | деревня      | 38        |
| 348 | Усово             | деревня      | 0         |
| 349 | Успенское         | посёлок      | 397       |
| 350 | Федотово          | деревня      | 1         |
| 351 | Федяйково         | деревня      | 1         |
| 352 | Филатово          | деревня      | 1         |
| 353 | Филькино          | деревня      | 6         |
| 354 | Фонайлово         | деревня      | 0         |
| 355 | Фролово           | деревня      | 0         |
| 356 | Харино            | деревня      | 1         |
| 357 | Харино            | деревня      | 0         |
| 358 | Харино            | деревня      | 1         |
| 359 | Харитоново        | деревня      | 1         |
| 360 | Харланово         | деревня      | 7         |
| 361 | Хватково          | деревня      | 0         |
| 362 | Холмово           | деревня      | 10        |
| 363 | Холнино           | деревня      | 12        |
| 364 | Хомутово          | деревня      | 10        |
| 365 | Хорошево          | деревня      | 961       |
| 366 | Хоршево           | деревня      | 1         |
| 367 | Хрипелево         | деревня      | 11        |
| 368 | Цузово            | деревня      | 1         |
| 369 | Чачкино           | деревня      | 35        |
| 370 | Черменино         | деревня      | 1         |
| 371 | Черново           | деревня      | 6         |
| 372 | Чертолино         | деревня      | 28        |
| 373 | Чертолино         | посёлок      | 167       |
| 374 | Шандалово         | деревня      | 1         |
| 375 | Шарлаево          | деревня      | 0         |
| 376 | Шеломово          | деревня      | 19        |
| 377 | Шестино           | деревня      | 1         |
| 378 | Шиблино           | деревня      | 1         |
| 379 | Шипулино          | деревня      | 0         |
| 380 | Шолохово          | деревня      | 130       |
| 381 | Шпалево           | деревня      | 6         |
| 382 | Щелково           | деревня      | 1         |
| 383 | Щербинино         | деревня      | 0         |
| 384 | Щетинино          | деревня      | 0         |
| 385 | Юрятино           | деревня      | 1         |
| 386 | Юсино             | деревня      | 1         |
| 387 | Юшнево            | деревня      | 1         |
| 388 | Яковлево          | деревня      | 24        |
| 389 | Яковлево          | деревня      | 1         |

## Сонковский
| №   | Населённый пункт | Тип          | Население                                                                                  |
| --- | ---------------- | ------------ | ------------------------------------------------------------------------------------------ |
| 1   | Александровка    | деревня      | 8                                                                                          |
| 2   | Алферово         | деревня      | 1                                                                                          |
| 3   | Анисимово        | деревня      | 9                                                                                          |
| 4   | Афанасово        | деревня      | 21                                                                                         |
| 5   | Ашекромино       | деревня      | 0                                                                                          |
| 6   | Байки            | деревня      | 1                                                                                          |
| 7   | Бездежи          | деревня      | 0                                                                                          |
| 8   | Беклемишево      | деревня      | 14                                                                                         |
| 9   | Белево           | деревня      | 19                                                                                         |
| 10  | Беляницы         | село         | 564                                                                                        |
| 11  | Бережки          | деревня      | 164                                                                                        |
| 12  | Блудки           | деревня      | 0                                                                                          |
| 13  | Боброво          | деревня      | 21                                                                                         |
| 14  | Божонка          | деревня      | 5                                                                                          |
| 15  | Бокарево         | деревня      | 0                                                                                          |
| 16  | Болково          | деревня      | 7                                                                                          |
| 17  | Болтино          | деревня      | 7                                                                                          |
| 18  | Большая Хотенка  | деревня      | 1                                                                                          |
| 19  | Большие Сменки   | деревня      | 7                                                                                          |
| 20  | Бородино         | деревня      | 0                                                                                          |
| 21  | Ботари           | деревня      | 0                                                                                          |
| 22  | Ботвино          | деревня      | 91                                                                                         |
| 23  | Булдыриха        | деревня      | 11                                                                                         |
| 24  | Буянцево         | деревня      | 0                                                                                          |
| 25  | Быльцино         | деревня      | 1                                                                                          |
| 26  | Василево         | деревня      | 6                                                                                          |
| 27  | Васьянское       | село         | 1                                                                                          |
| 28  | Вепрь            | деревня      | 47                                                                                         |
| 29  | Вешка            | деревня      | 0                                                                                          |
| 30  | Власово          | деревня      | 53                                                                                         |
| 31  | Волосово         | деревня      | 0                                                                                          |
| 32  | Вольское         | деревня      | 8                                                                                          |
| 33  | Воскресенское    | деревня      | 37                                                                                         |
| 34  | Вымлы            | деревня      | 1                                                                                          |
| 35  | Высока           | деревня      | 1                                                                                          |
| 36  | Гладышево        | деревня      | 213                                                                                        |
| 37  | Горбовец         | деревня      | 1                                                                                          |
| 38  | Горка            | деревня      | 215                                                                                        |
| 39  | Горка            | деревня      | 1                                                                                          |
| 40  | Горка            | деревня      | 12                                                                                         |
| 41  | Горка            | деревня      | 9                                                                                          |
| 42  | Гостиницы        | деревня      | 0                                                                                          |
| 43  | Гремячиха        | деревня      | 6                                                                                          |
| 44  | Григорково       | деревня      | 111                                                                                        |
| 45  | Григоровка       | деревня      | 21                                                                                         |
| 46  | Дельки           | деревня      | 1                                                                                          |
| 47  | Дельки           | деревня      | 29                                                                                         |
| 48  | Денисово         | деревня      | 1                                                                                          |
| 49  | Добрыни          | деревня      | 76                                                                                         |
| 50  | Дронино          | деревня      | 5                                                                                          |
| 51  | Дубровка         | деревня      | 1                                                                                          |
| 52  | Дуброво          | деревня      | 1                                                                                          |
| 53  | Душково          | деревня      | 5                                                                                          |
| 54  | Задорье          | деревня      | 37                                                                                         |
| 55  | Запрудье         | деревня      | 7                                                                                          |
| 56  | Заречье          | деревня      | 17                                                                                         |
| 57  | Зубарево         | деревня      | 48                                                                                         |
| 58  | Ивановское       | деревня      | 20                                                                                         |
| 59  | Ивановское       | деревня      | 1                                                                                          |
| 60  | Истопники        | деревня      | 0                                                                                          |
| 61  | Калиниха         | деревня      | 1                                                                                          |
| 62  | Квасово          | деревня      | 0                                                                                          |
| 63  | Климантино       | деревня      | 12                                                                                         |
| 64  | Кой              | село         | 166                                                                                        |
| 65  | Колачево         | деревня      | 5                                                                                          |
| 66  | Колесники        | деревня      | 0                                                                                          |
| 67  | Константиново    | деревня      | 9                                                                                          |
| 68  | Кор-Кошево       | деревня      | 1                                                                                          |
| 69  | Корино           | деревня      | 1                                                                                          |
| 70  | Корнеиха         | деревня      | 76                                                                                         |
| 71  | Красномайский    | посёлок      | 111                                                                                        |
| 72  | Красные          | деревня      | 38                                                                                         |
| 73  | Красный Октябрь  | деревня      | 34                                                                                         |
| 74  | Кривоногово      | деревня      | 0                                                                                          |
| 75  | Куклино          | деревня      | 1                                                                                          |
| 76  | Кулатино         | деревня      | 1                                                                                          |
| 77  | Кутани           | деревня      | 0                                                                                          |
| 78  | Лаврово          | село         | 62                                                                                         |
| 79  | Лагино           | деревня      | 1                                                                                          |
| 80  | Левинское        | деревня      | 0                                                                                          |
| 81  | Лентево          | деревня      | 1                                                                                          |
| 82  | Лесные           | деревня      | 26                                                                                         |
| 83  | Лечищево         | деревня      | 17                                                                                         |
| 84  | Литвиново        | деревня      | 28                                                                                         |
| 85  | Литики           | деревня      | 1                                                                                          |
| 86  | Ломтево          | деревня      | 1                                                                                          |
| 87  | Лукино           | деревня      | 1                                                                                          |
| 88  | Макариха         | деревня      | 66                                                                                         |
| 89  | Макаровское      | деревня      | 9                                                                                          |
| 90  | Маланьино        | деревня      | 13                                                                                         |
| 91  | Малая Хотенка    | деревня      | 7                                                                                          |
| 92  | Малые Сменки     | деревня      | 0                                                                                          |
| 93  | Марково          | деревня      | 11                                                                                         |
| 94  | Марьино          | деревня      | 1                                                                                          |
| 95  | Мериново         | деревня      | 9                                                                                          |
| 96  | Михали           | деревня      | 0                                                                                          |
| 97  | Моисеиха         | деревня      | 5                                                                                          |
| 98  | Молоди           | деревня      | 51                                                                                         |
| 99  | Муравьево        | деревня      | 6                                                                                          |
| 100 | Наумково         | деревня      | 9                                                                                          |
| 101 | Небарово         | деревня      | 1                                                                                          |
| 102 | Нестерово        | деревня      | 6                                                                                          |
| 103 | Нестрашево       | деревня      | 0                                                                                          |
| 104 | Никола           | деревня      | 25                                                                                         |
| 105 | Ново-Ильинское   | деревня      | 57                                                                                         |
| 106 | Новое Бошарово   | деревня      | 16                                                                                         |
| 107 | Новоселье        | деревня      | 24                                                                                         |
| 108 | Новые Горицы     | деревня      | 156                                                                                        |
| 109 | Одинцово         | деревня      | 14                                                                                         |
| 110 | Озерки           | деревня      | Получено слишком много сущностей из Викиданные. Количество загруженных сущностей: 500/500. |
| 111 | Ореховец         | деревня      | Получено слишком много сущностей из Викиданные. Количество загруженных сущностей: 500/500. |
| 112 | Палкино          | деревня      | Получено слишком много сущностей из Викиданные. Количество загруженных сущностей: 500/500. |
| 113 | Панцино          | деревня      | Получено слишком много сущностей из Викиданные. Количество загруженных сущностей: 500/500. |
| 114 | Парфеново        | деревня      | Получено слишком много сущностей из Викиданные. Количество загруженных сущностей: 500/500. |
| 115 | Перетерье        | деревня      | Получено слишком много сущностей из Викиданные. Количество загруженных сущностей: 500/500. |
| 116 | Петрищево        | деревня      | Получено слишком много сущностей из Викиданные. Количество загруженных сущностей: 500/500. |
| 117 | Петровское       | село         | Получено слишком много сущностей из Викиданные. Количество загруженных сущностей: 500/500. |
| 118 | Петряйцево       | деревня      | Получено слишком много сущностей из Викиданные. Количество загруженных сущностей: 500/500. |
| 119 | Печище           | деревня      | Получено слишком много сущностей из Викиданные. Количество загруженных сущностей: 500/500. |
| 120 | Пищалкино        | деревня      | Получено слишком много сущностей из Викиданные. Количество загруженных сущностей: 500/500. |
| 121 | Пищалкино        | посёлок      | Получено слишком много сущностей из Викиданные. Количество загруженных сущностей: 500/500. |
| 122 | Поводнево        | деревня      | Получено слишком много сущностей из Викиданные. Количество загруженных сущностей: 500/500. |
| 123 | Погорелка        | деревня      | Получено слишком много сущностей из Викиданные. Количество загруженных сущностей: 500/500. |
| 124 | Подобино         | ж.д. станция | Получено слишком много сущностей из Викиданные. Количество загруженных сущностей: 500/500. |
| 125 | Полуево          | деревня      | Получено слишком много сущностей из Викиданные. Количество загруженных сущностей: 500/500. |
| 126 | Поречье          | село         | Получено слишком много сущностей из Викиданные. Количество загруженных сущностей: 500/500. |
| 127 | Почеп            | деревня      | Получено слишком много сущностей из Викиданные. Количество загруженных сущностей: 500/500. |
| 128 | Почеп            | деревня      | Получено слишком много сущностей из Викиданные. Количество загруженных сущностей: 500/500. |
| 129 | Привольное       | деревня      | Получено слишком много сущностей из Викиданные. Количество загруженных сущностей: 500/500. |
| 130 | Пригорки         | деревня      | Получено слишком много сущностей из Викиданные. Количество загруженных сущностей: 500/500. |
| 131 | Прилуки          | деревня      | Получено слишком много сущностей из Викиданные. Количество загруженных сущностей: 500/500. |
| 132 | Пунцево          | ж.д. разъезд | Получено слишком много сущностей из Викиданные. Количество загруженных сущностей: 500/500. |
| 133 | Пупцево          | деревня      | Получено слишком много сущностей из Викиданные. Количество загруженных сущностей: 500/500. |
| 134 | Пуршево          | деревня      | Получено слишком много сущностей из Викиданные. Количество загруженных сущностей: 500/500. |
| 135 | Радованье        | деревня      | Получено слишком много сущностей из Викиданные. Количество загруженных сущностей: 500/500. |
| 136 | Рамешки          | деревня      | Получено слишком много сущностей из Викиданные. Количество загруженных сущностей: 500/500. |
| 137 | Рогово           | деревня      | Получено слишком много сущностей из Викиданные. Количество загруженных сущностей: 500/500. |
| 138 | Рогулиха         | деревня      | #Н/Д                                                                                       |
| 139 | Романцево        | деревня      | Получено слишком много сущностей из Викиданные. Количество загруженных сущностей: 500/500. |
| 140 | Рылово           | деревня      | Получено слишком много сущностей из Викиданные. Количество загруженных сущностей: 500/500. |
| 141 | Рыльково         | деревня      | Получено слишком много сущностей из Викиданные. Количество загруженных сущностей: 500/500. |
| 142 | Сабурово         | деревня      | Получено слишком много сущностей из Викиданные. Количество загруженных сущностей: 500/500. |
| 143 | Савелиха         | посёлок      | Получено слишком много сущностей из Викиданные. Количество загруженных сущностей: 500/500. |
| 144 | Савелиха         | деревня      | Получено слишком много сущностей из Викиданные. Количество загруженных сущностей: 500/500. |
| 145 | Савелово         | деревня      | Получено слишком много сущностей из Викиданные. Количество загруженных сущностей: 500/500. |
| 146 | Сараево          | деревня      | Получено слишком много сущностей из Викиданные. Количество загруженных сущностей: 500/500. |
| 147 | Сверчково        | деревня      | Получено слишком много сущностей из Викиданные. Количество загруженных сущностей: 500/500. |
| 148 | Села             | деревня      | Получено слишком много сущностей из Викиданные. Количество загруженных сущностей: 500/500. |
| 149 | Сербины Горицы   | деревня      | Получено слишком много сущностей из Викиданные. Количество загруженных сущностей: 500/500. |
| 150 | Сергеевское      | деревня      | Получено слишком много сущностей из Викиданные. Количество загруженных сущностей: 500/500. |
| 151 | Синёво-Дуброво   | деревня      | Получено слишком много сущностей из Викиданные. Количество загруженных сущностей: 500/500. |
| 152 | Смердыни         | деревня      | Получено слишком много сущностей из Викиданные. Количество загруженных сущностей: 500/500. |
| 153 | Снегиревка       | деревня      | Получено слишком много сущностей из Викиданные. Количество загруженных сущностей: 500/500. |
| 154 | Сносы            | деревня      | Получено слишком много сущностей из Викиданные. Количество загруженных сущностей: 500/500. |
| 155 | Сонково          | пгт          | Получено слишком много сущностей из Викиданные. Количество загруженных сущностей: 500/500. |
| 156 | Сорокино         | деревня      | Получено слишком много сущностей из Викиданные. Количество загруженных сущностей: 500/500. |
| 157 | Сосновка         | деревня      | Получено слишком много сущностей из Викиданные. Количество загруженных сущностей: 500/500. |
| 158 | Спиридово        | деревня      | Получено слишком много сущностей из Викиданные. Количество загруженных сущностей: 500/500. |
| 159 | Старово          | деревня      | Получено слишком много сущностей из Викиданные. Количество загруженных сущностей: 500/500. |
| 160 | Старое Бошарово  | деревня      | Получено слишком много сущностей из Викиданные. Количество загруженных сущностей: 500/500. |
| 161 | Стояновка        | деревня      | Получено слишком много сущностей из Викиданные. Количество загруженных сущностей: 500/500. |
| 162 | Струбищи         | деревня      | Получено слишком много сущностей из Викиданные. Количество загруженных сущностей: 500/500. |
| 163 | Талашманы        | деревня      | Получено слишком много сущностей из Викиданные. Количество загруженных сущностей: 500/500. |
| 164 | Тетерино         | деревня      | Получено слишком много сущностей из Викиданные. Количество загруженных сущностей: 500/500. |
| 165 | Тимонино         | деревня      | Получено слишком много сущностей из Викиданные. Количество загруженных сущностей: 500/500. |
| 166 | Трояки           | деревня      | Получено слишком много сущностей из Викиданные. Количество загруженных сущностей: 500/500. |
| 167 | Турчаниново      | деревня      | Получено слишком много сущностей из Викиданные. Количество загруженных сущностей: 500/500. |
| 168 | Улыбышево        | деревня      | Получено слишком много сущностей из Викиданные. Количество загруженных сущностей: 500/500. |
| 169 | Федоровское      | деревня      | Получено слишком много сущностей из Викиданные. Количество загруженных сущностей: 500/500. |
| 170 | Федосеиха        | деревня      | Получено слишком много сущностей из Викиданные. Количество загруженных сущностей: 500/500. |
| 171 | Фомино           | деревня      | Получено слишком много сущностей из Викиданные. Количество загруженных сущностей: 500/500. |
| 172 | Фоминское        | деревня      | Получено слишком много сущностей из Викиданные. Количество загруженных сущностей: 500/500. |
| 173 | Хвостино         | деревня      | Получено слишком много сущностей из Викиданные. Количество загруженных сущностей: 500/500. |
| 174 | Холм             | деревня      | Получено слишком много сущностей из Викиданные. Количество загруженных сущностей: 500/500. |
| 175 | Хонеево          | деревня      | Получено слишком много сущностей из Викиданные. Количество загруженных сущностей: 500/500. |
| 176 | Хотенка          | деревня      | Получено слишком много сущностей из Викиданные. Количество загруженных сущностей: 500/500. |
| 177 | Шейно            | деревня      | Получено слишком много сущностей из Викиданные. Количество загруженных сущностей: 500/500. |
| 178 | Широкуша         | деревня      | Получено слишком много сущностей из Викиданные. Количество загруженных сущностей: 500/500. |
| 179 | Щепни            | деревня      | Получено слишком много сущностей из Викиданные. Количество загруженных сущностей: 500/500. |
| 180 | Щербово          | деревня      | Получено слишком много сущностей из Викиданные. Количество загруженных сущностей: 500/500. |
| 181 | Яругино          | деревня      | Получено слишком много сущностей из Викиданные. Количество загруженных сущностей: 500/500. |
| 182 | Ястребиха        | деревня      | Получено слишком много сущностей из Викиданные. Количество загруженных сущностей: 500/500. |

## Старицкий
| №   | Населённый пункт      | Тип          | Население                                                                                  |
| --- | --------------------- | ------------ | ------------------------------------------------------------------------------------------ |
| 1   | Абакумово             | деревня      | Получено слишком много сущностей из Викиданные. Количество загруженных сущностей: 500/500. |
| 2   | Аболешково            | деревня      | Получено слишком много сущностей из Викиданные. Количество загруженных сущностей: 500/500. |
| 3   | Авангард              | деревня      | Получено слишком много сущностей из Викиданные. Количество загруженных сущностей: 500/500. |
| 4   | Акишево               | деревня      | Получено слишком много сущностей из Викиданные. Количество загруженных сущностей: 500/500. |
| 5   | Алаево                | деревня      | Получено слишком много сущностей из Викиданные. Количество загруженных сущностей: 500/500. |
| 6   | Александрово          | деревня      | Получено слишком много сущностей из Викиданные. Количество загруженных сущностей: 500/500. |
| 7   | Алферьево             | деревня      | Получено слишком много сущностей из Викиданные. Количество загруженных сущностей: 500/500. |
| 8   | Алферьево             | деревня      | Получено слишком много сущностей из Викиданные. Количество загруженных сущностей: 500/500. |
| 9   | Андриянково           | деревня      | Получено слишком много сущностей из Викиданные. Количество загруженных сущностей: 500/500. |
| 10  | Антониха              | деревня      | Получено слишком много сущностей из Викиданные. Количество загруженных сущностей: 500/500. |
| 11  | Антоново              | деревня      | Получено слишком много сущностей из Викиданные. Количество загруженных сущностей: 500/500. |
| 12  | Анцинориха            | деревня      | Получено слишком много сущностей из Викиданные. Количество загруженных сущностей: 500/500. |
| 13  | Аполишено             | деревня      | Получено слишком много сущностей из Викиданные. Количество загруженных сущностей: 500/500. |
| 14  | Апухлицы              | деревня      | Получено слишком много сущностей из Викиданные. Количество загруженных сущностей: 500/500. |
| 15  | Арсеньево             | деревня      | Получено слишком много сущностей из Викиданные. Количество загруженных сущностей: 500/500. |
| 16  | Архангельское         | деревня      | Получено слишком много сущностей из Викиданные. Количество загруженных сущностей: 500/500. |
| 17  | Афанасово             | деревня      | Получено слишком много сущностей из Викиданные. Количество загруженных сущностей: 500/500. |
| 18  | Бабарыкино            | деревня      | Получено слишком много сущностей из Викиданные. Количество загруженных сущностей: 500/500. |
| 19  | Бабёнки               | деревня      | Получено слишком много сущностей из Викиданные. Количество загруженных сущностей: 500/500. |
| 20  | Бабино                | деревня      | Получено слишком много сущностей из Викиданные. Количество загруженных сущностей: 500/500. |
| 21  | Бабинское             | деревня      | Получено слишком много сущностей из Викиданные. Количество загруженных сущностей: 500/500. |
| 22  | Бабынино              | деревня      | Получено слишком много сущностей из Викиданные. Количество загруженных сущностей: 500/500. |
| 23  | Баканово              | деревня      | Получено слишком много сущностей из Викиданные. Количество загруженных сущностей: 500/500. |
| 24  | Бакланово             | деревня      | Получено слишком много сущностей из Викиданные. Количество загруженных сущностей: 500/500. |
| 25  | Бакшеево              | деревня      | Получено слишком много сущностей из Викиданные. Количество загруженных сущностей: 500/500. |
| 26  | Балашутино            | деревня      | Получено слишком много сущностей из Викиданные. Количество загруженных сущностей: 500/500. |
| 27  | Барашево              | деревня      | Получено слишком много сущностей из Викиданные. Количество загруженных сущностей: 500/500. |
| 28  | Барашево              | посёлок      | Получено слишком много сущностей из Викиданные. Количество загруженных сущностей: 500/500. |
| 29  | Башмаково             | деревня      | Получено слишком много сущностей из Викиданные. Количество загруженных сущностей: 500/500. |
| 30  | Беклово               | деревня      | Получено слишком много сущностей из Викиданные. Количество загруженных сущностей: 500/500. |
| 31  | Бели                  | деревня      | Получено слишком много сущностей из Викиданные. Количество загруженных сущностей: 500/500. |
| 32  | Бережки               | деревня      | Получено слишком много сущностей из Викиданные. Количество загруженных сущностей: 500/500. |
| 33  | Березниково           | деревня      | Получено слишком много сущностей из Викиданные. Количество загруженных сущностей: 500/500. |
| 34  | Берлягино             | деревня      | Получено слишком много сущностей из Викиданные. Количество загруженных сущностей: 500/500. |
| 35  | Берново               | деревня      | Получено слишком много сущностей из Викиданные. Количество загруженных сущностей: 500/500. |
| 36  | Благинино             | деревня      | Получено слишком много сущностей из Викиданные. Количество загруженных сущностей: 500/500. |
| 37  | Богоявленье           | деревня      | Получено слишком много сущностей из Викиданные. Количество загруженных сущностей: 500/500. |
| 38  | Бойково               | деревня      | Получено слишком много сущностей из Викиданные. Количество загруженных сущностей: 500/500. |
| 39  | Болдырево             | деревня      | Получено слишком много сущностей из Викиданные. Количество загруженных сущностей: 500/500. |
| 40  | Болдырево             | деревня      | Получено слишком много сущностей из Викиданные. Количество загруженных сущностей: 500/500. |
| 41  | Болдырево             | деревня      | Получено слишком много сущностей из Викиданные. Количество загруженных сущностей: 500/500. |
| 42  | Болотьково            | деревня      | Получено слишком много сущностей из Викиданные. Количество загруженных сущностей: 500/500. |
| 43  | Большие Лединки       | деревня      | Получено слишком много сущностей из Викиданные. Количество загруженных сущностей: 500/500. |
| 44  | Большое Капково       | деревня      | Получено слишком много сущностей из Викиданные. Количество загруженных сущностей: 500/500. |
| 45  | Большое Коптево       | деревня      | Получено слишком много сущностей из Викиданные. Количество загруженных сущностей: 500/500. |
| 46  | Борисово              | деревня      | Получено слишком много сущностей из Викиданные. Количество загруженных сущностей: 500/500. |
| 47  | Борисцево             | деревня      | Получено слишком много сущностей из Викиданные. Количество загруженных сущностей: 500/500. |
| 48  | Борки                 | деревня      | Получено слишком много сущностей из Викиданные. Количество загруженных сущностей: 500/500. |
| 49  | Боровая               | деревня      | Получено слишком много сущностей из Викиданные. Количество загруженных сущностей: 500/500. |
| 50  | Бороздино             | деревня      | Получено слишком много сущностей из Викиданные. Количество загруженных сущностей: 500/500. |
| 51  | Боронкино             | деревня      | Получено слишком много сущностей из Викиданные. Количество загруженных сущностей: 500/500. |
| 52  | Борыково              | деревня      | Получено слишком много сущностей из Викиданные. Количество загруженных сущностей: 500/500. |
| 53  | Ботнево               | деревня      | Получено слишком много сущностей из Викиданные. Количество загруженных сущностей: 500/500. |
| 54  | Бохоново              | деревня      | Получено слишком много сущностей из Викиданные. Количество загруженных сущностей: 500/500. |
| 55  | Бошарово              | деревня      | Получено слишком много сущностей из Викиданные. Количество загруженных сущностей: 500/500. |
| 56  | Боярниково            | деревня      | Получено слишком много сущностей из Викиданные. Количество загруженных сущностей: 500/500. |
| 57  | Братково              | деревня      | Получено слишком много сущностей из Викиданные. Количество загруженных сущностей: 500/500. |
| 58  | Броды                 | деревня      | Получено слишком много сущностей из Викиданные. Количество загруженных сущностей: 500/500. |
| 59  | Брызгалово            | деревня      | Получено слишком много сущностей из Викиданные. Количество загруженных сущностей: 500/500. |
| 60  | Брюхово               | деревня      | Получено слишком много сущностей из Викиданные. Количество загруженных сущностей: 500/500. |
| 61  | Букрово               | деревня      | Получено слишком много сущностей из Викиданные. Количество загруженных сущностей: 500/500. |
| 62  | Бунезино              | деревня      | Получено слишком много сущностей из Викиданные. Количество загруженных сущностей: 500/500. |
| 63  | Бураково              | деревня      | Получено слишком много сущностей из Викиданные. Количество загруженных сущностей: 500/500. |
| 64  | Бураково              | деревня      | Получено слишком много сущностей из Викиданные. Количество загруженных сущностей: 500/500. |
| 65  | Бутово                | деревня      | Получено слишком много сущностей из Викиданные. Количество загруженных сущностей: 500/500. |
| 66  | Быково                | деревня      | Получено слишком много сущностей из Викиданные. Количество загруженных сущностей: 500/500. |
| 67  | Быково-Репинка        | деревня      | Получено слишком много сущностей из Викиданные. Количество загруженных сущностей: 500/500. |
| 68  | Быльцино              | деревня      | Получено слишком много сущностей из Викиданные. Количество загруженных сущностей: 500/500. |
| 69  | Валуйки               | деревня      | Получено слишком много сущностей из Викиданные. Количество загруженных сущностей: 500/500. |
| 70  | Вардугино             | деревня      | Получено слишком много сущностей из Викиданные. Количество загруженных сущностей: 500/500. |
| 71  | Васильевское          | деревня      | Получено слишком много сущностей из Викиданные. Количество загруженных сущностей: 500/500. |
| 72  | Васильевское          | деревня      | Получено слишком много сущностей из Викиданные. Количество загруженных сущностей: 500/500. |
| 73  | Ведерниково           | деревня      | Получено слишком много сущностей из Викиданные. Количество загруженных сущностей: 500/500. |
| 74  | Веретье               | деревня      | Получено слишком много сущностей из Викиданные. Количество загруженных сущностей: 500/500. |
| 75  | Верхний Спасс         | деревня      | Получено слишком много сущностей из Викиданные. Количество загруженных сущностей: 500/500. |
| 76  | Витомово              | деревня      | Получено слишком много сущностей из Викиданные. Количество загруженных сущностей: 500/500. |
| 77  | Воеводино             | деревня      | Получено слишком много сущностей из Викиданные. Количество загруженных сущностей: 500/500. |
| 78  | Возницы               | деревня      | Получено слишком много сущностей из Викиданные. Количество загруженных сущностей: 500/500. |
| 79  | Волга                 | деревня      | Получено слишком много сущностей из Викиданные. Количество загруженных сущностей: 500/500. |
| 80  | Волково               | деревня      | Получено слишком много сущностей из Викиданные. Количество загруженных сущностей: 500/500. |
| 81  | Волково               | деревня      | Получено слишком много сущностей из Викиданные. Количество загруженных сущностей: 500/500. |
| 82  | Волочагино            | деревня      | Получено слишком много сущностей из Викиданные. Количество загруженных сущностей: 500/500. |
| 83  | Воробьёво             | деревня      | Получено слишком много сущностей из Викиданные. Количество загруженных сущностей: 500/500. |
| 84  | Вороново              | деревня      | Получено слишком много сущностей из Викиданные. Количество загруженных сущностей: 500/500. |
| 85  | Выгайлово             | деревня      | Получено слишком много сущностей из Викиданные. Количество загруженных сущностей: 500/500. |
| 86  | Высокое               | деревня      | Получено слишком много сущностей из Викиданные. Количество загруженных сущностей: 500/500. |
| 87  | Вяхирево              | деревня      | Получено слишком много сущностей из Викиданные. Количество загруженных сущностей: 500/500. |
| 88  | Гавшино               | деревня      | Получено слишком много сущностей из Викиданные. Количество загруженных сущностей: 500/500. |
| 89  | Гвоздево              | деревня      | Получено слишком много сущностей из Викиданные. Количество загруженных сущностей: 500/500. |
| 90  | Глазуново             | деревня      | Получено слишком много сущностей из Викиданные. Количество загруженных сущностей: 500/500. |
| 91  | Глебово               | деревня      | Получено слишком много сущностей из Викиданные. Количество загруженных сущностей: 500/500. |
| 92  | Гнездово              | деревня      | Получено слишком много сущностей из Викиданные. Количество загруженных сущностей: 500/500. |
| 93  | Головкино             | деревня      | Получено слишком много сущностей из Викиданные. Количество загруженных сущностей: 500/500. |
| 94  | Голубково             | деревня      | Получено слишком много сущностей из Викиданные. Количество загруженных сущностей: 500/500. |
| 95  | Гольшино              | деревня      | Получено слишком много сущностей из Викиданные. Количество загруженных сущностей: 500/500. |
| 96  | Горки                 | деревня      | Получено слишком много сущностей из Викиданные. Количество загруженных сущностей: 500/500. |
| 97  | Горки                 | посёлок      | Получено слишком много сущностей из Викиданные. Количество загруженных сущностей: 500/500. |
| 98  | Городище              | деревня      | Получено слишком много сущностей из Викиданные. Количество загруженных сущностей: 500/500. |
| 99  | Гостенево             | деревня      | Получено слишком много сущностей из Викиданные. Количество загруженных сущностей: 500/500. |
| 100 | Грешнево              | деревня      | Получено слишком много сущностей из Викиданные. Количество загруженных сущностей: 500/500. |
| 101 | Григорево             | деревня      | Получено слишком много сущностей из Викиданные. Количество загруженных сущностей: 500/500. |
| 102 | Гришкино              | деревня      | Получено слишком много сущностей из Викиданные. Количество загруженных сущностей: 500/500. |
| 103 | Грыжнево              | деревня      | Получено слишком много сущностей из Викиданные. Количество загруженных сущностей: 500/500. |
| 104 | Губино                | деревня      | Получено слишком много сущностей из Викиданные. Количество загруженных сущностей: 500/500. |
| 105 | Гурьево               | деревня      | Получено слишком много сущностей из Викиданные. Количество загруженных сущностей: 500/500. |
| 106 | Гурьево               | хутор        | Получено слишком много сущностей из Викиданные. Количество загруженных сущностей: 500/500. |
| 107 | Гурьево-Воскресенское | деревня      | Получено слишком много сущностей из Викиданные. Количество загруженных сущностей: 500/500. |
| 108 | Данилова Слобода      | деревня      | Получено слишком много сущностей из Викиданные. Количество загруженных сущностей: 500/500. |
| 109 | Даниловское           | деревня      | Получено слишком много сущностей из Викиданные. Количество загруженных сущностей: 500/500. |
| 110 | Дарьино               | деревня      | Получено слишком много сущностей из Викиданные. Количество загруженных сущностей: 500/500. |
| 111 | Дворики               | деревня      | Получено слишком много сущностей из Викиданные. Количество загруженных сущностей: 500/500. |
| 112 | Дворцы                | деревня      | Получено слишком много сущностей из Викиданные. Количество загруженных сущностей: 500/500. |
| 113 | Девонисово            | деревня      | Получено слишком много сущностей из Викиданные. Количество загруженных сущностей: 500/500. |
| 114 | Дегунино              | деревня      | Получено слишком много сущностей из Викиданные. Количество загруженных сущностей: 500/500. |
| 115 | Демихово              | деревня      | Получено слишком много сущностей из Викиданные. Количество загруженных сущностей: 500/500. |
| 116 | Денежное              | деревня      | Получено слишком много сущностей из Викиданные. Количество загруженных сущностей: 500/500. |
| 117 | Денесиха              | деревня      | Получено слишком много сущностей из Викиданные. Количество загруженных сущностей: 500/500. |
| 118 | Дерягино              | деревня      | Получено слишком много сущностей из Викиданные. Количество загруженных сущностей: 500/500. |
| 119 | Десятины              | деревня      | Получено слишком много сущностей из Викиданные. Количество загруженных сущностей: 500/500. |
| 120 | Деулино               | деревня      | Получено слишком много сущностей из Викиданные. Количество загруженных сущностей: 500/500. |
| 121 | Дмитрово              | деревня      | Получено слишком много сущностей из Викиданные. Количество загруженных сущностей: 500/500. |
| 122 | Долгуши               | деревня      | Получено слишком много сущностей из Викиданные. Количество загруженных сущностей: 500/500. |
| 123 | Дорохово              | деревня      | Получено слишком много сущностей из Викиданные. Количество загруженных сущностей: 500/500. |
| 124 | Дубровино             | деревня      | Получено слишком много сущностей из Викиданные. Количество загруженных сущностей: 500/500. |
| 125 | Дубровка              | деревня      | Получено слишком много сущностей из Викиданные. Количество загруженных сущностей: 500/500. |
| 126 | Елизаветкино          | деревня      | Получено слишком много сущностей из Викиданные. Количество загруженных сущностей: 500/500. |
| 127 | Емельяново            | село         | Получено слишком много сущностей из Викиданные. Количество загруженных сущностей: 500/500. |
| 128 | Ермачево              | деревня      | Получено слишком много сущностей из Викиданные. Количество загруженных сущностей: 500/500. |
| 129 | Жагреево              | деревня      | Получено слишком много сущностей из Викиданные. Количество загруженных сущностей: 500/500. |
| 130 | Железово              | деревня      | Получено слишком много сущностей из Викиданные. Количество загруженных сущностей: 500/500. |
| 131 | Железово              | деревня      | Получено слишком много сущностей из Викиданные. Количество загруженных сущностей: 500/500. |
| 132 | Жихарево              | деревня      | Получено слишком много сущностей из Викиданные. Количество загруженных сущностей: 500/500. |
| 133 | Заблино               | деревня      | Получено слишком много сущностей из Викиданные. Количество загруженных сущностей: 500/500. |
| 134 | Заболотье             | деревня      | Получено слишком много сущностей из Викиданные. Количество загруженных сущностей: 500/500. |
| 135 | Заднее Поле           | деревня      | Получено слишком много сущностей из Викиданные. Количество загруженных сущностей: 500/500. |
| 136 | Задорье               | деревня      | Получено слишком много сущностей из Викиданные. Количество загруженных сущностей: 500/500. |
| 137 | Заречье               | деревня      | Получено слишком много сущностей из Викиданные. Количество загруженных сущностей: 500/500. |
| 138 | Зарубино              | деревня      | Получено слишком много сущностей из Викиданные. Количество загруженных сущностей: 500/500. |
| 139 | Зашейково             | деревня      | Получено слишком много сущностей из Викиданные. Количество загруженных сущностей: 500/500. |
| 140 | Зелино                | деревня      | Получено слишком много сущностей из Викиданные. Количество загруженных сущностей: 500/500. |
| 141 | Змеевы Горки          | деревня      | Получено слишком много сущностей из Викиданные. Количество загруженных сущностей: 500/500. |
| 142 | Знаменка              | деревня      | Получено слишком много сущностей из Викиданные. Количество загруженных сущностей: 500/500. |
| 143 | Знаменское            | деревня      | Получено слишком много сущностей из Викиданные. Количество загруженных сущностей: 500/500. |
| 144 | Иванищи               | деревня      | Получено слишком много сущностей из Викиданные. Количество загруженных сущностей: 500/500. |
| 145 | Иванищинские Горки    | деревня      | Получено слишком много сущностей из Викиданные. Количество загруженных сущностей: 500/500. |
| 146 | Иванково              | деревня      | Получено слишком много сущностей из Викиданные. Количество загруженных сущностей: 500/500. |
| 147 | Ивановское            | деревня      | Получено слишком много сущностей из Викиданные. Количество загруженных сущностей: 500/500. |
| 148 | Ивановское            | село         | Получено слишком много сущностей из Викиданные. Количество загруженных сущностей: 500/500. |
| 149 | Ивачево               | деревня      | Получено слишком много сущностей из Викиданные. Количество загруженных сущностей: 500/500. |
| 150 | Иверовское            | деревня      | Получено слишком много сущностей из Викиданные. Количество загруженных сущностей: 500/500. |
| 151 | Игуменка              | деревня      | Получено слишком много сущностей из Викиданные. Количество загруженных сущностей: 500/500. |
| 152 | Игутьево              | деревня      | Получено слишком много сущностей из Викиданные. Количество загруженных сущностей: 500/500. |
| 153 | Избихино              | деревня      | Получено слишком много сущностей из Викиданные. Количество загруженных сущностей: 500/500. |
| 154 | Изосенки              | деревня      | Получено слишком много сущностей из Викиданные. Количество загруженных сущностей: 500/500. |
| 155 | Илейкино              | деревня      | Получено слишком много сущностей из Викиданные. Количество загруженных сущностей: 500/500. |
| 156 | Ильинское             | деревня      | Получено слишком много сущностей из Викиданные. Количество загруженных сущностей: 500/500. |
| 157 | Иовлево               | деревня      | Получено слишком много сущностей из Викиданные. Количество загруженных сущностей: 500/500. |
| 158 | Ионино                | деревня      | Получено слишком много сущностей из Викиданные. Количество загруженных сущностей: 500/500. |
| 159 | Искрино               | деревня      | Получено слишком много сущностей из Викиданные. Количество загруженных сущностей: 500/500. |
| 160 | Ищино                 | деревня      | Получено слишком много сущностей из Викиданные. Количество загруженных сущностей: 500/500. |
| 161 | Казаково              | деревня      | Получено слишком много сущностей из Викиданные. Количество загруженных сущностей: 500/500. |
| 162 | Казнаково             | деревня      | Получено слишком много сущностей из Викиданные. Количество загруженных сущностей: 500/500. |
| 163 | Каленицы              | деревня      | Получено слишком много сущностей из Викиданные. Количество загруженных сущностей: 500/500. |
| 164 | Калошино              | деревня      | Получено слишком много сущностей из Викиданные. Количество загруженных сущностей: 500/500. |
| 165 | Киселево              | деревня      | Получено слишком много сущностей из Викиданные. Количество загруженных сущностей: 500/500. |
| 166 | Климово               | деревня      | Получено слишком много сущностей из Викиданные. Количество загруженных сущностей: 500/500. |
| 167 | Климово               | деревня      | Получено слишком много сущностей из Викиданные. Количество загруженных сущностей: 500/500. |
| 168 | Климово               | деревня      | Получено слишком много сущностей из Викиданные. Количество загруженных сущностей: 500/500. |
| 169 | Климово               | деревня      | Получено слишком много сущностей из Викиданные. Количество загруженных сущностей: 500/500. |
| 170 | Кобелево 1-е          | деревня      | Получено слишком много сущностей из Викиданные. Количество загруженных сущностей: 500/500. |
| 171 | Кобелево 2-е          | деревня      | Получено слишком много сущностей из Викиданные. Количество загруженных сущностей: 500/500. |
| 172 | Кожевниково           | деревня      | Получено слишком много сущностей из Викиданные. Количество загруженных сущностей: 500/500. |
| 173 | Козлово               | деревня      | Получено слишком много сущностей из Викиданные. Количество загруженных сущностей: 500/500. |
| 174 | Козлово               | деревня      | Получено слишком много сущностей из Викиданные. Количество загруженных сущностей: 500/500. |
| 175 | Коконягино            | деревня      | Получено слишком много сущностей из Викиданные. Количество загруженных сущностей: 500/500. |
| 176 | Кокорево              | деревня      | Получено слишком много сущностей из Викиданные. Количество загруженных сущностей: 500/500. |
| 177 | Колесово              | деревня      | Получено слишком много сущностей из Викиданные. Количество загруженных сущностей: 500/500. |
| 178 | Коноплино             | деревня      | Получено слишком много сущностей из Викиданные. Количество загруженных сущностей: 500/500. |
| 179 | Коньково              | деревня      | Получено слишком много сущностей из Викиданные. Количество загруженных сущностей: 500/500. |
| 180 | Коняшино              | деревня      | Получено слишком много сущностей из Викиданные. Количество загруженных сущностей: 500/500. |
| 181 | Кореничено            | деревня      | Получено слишком много сущностей из Викиданные. Количество загруженных сущностей: 500/500. |
| 182 | Кореньки              | деревня      | Получено слишком много сущностей из Викиданные. Количество загруженных сущностей: 500/500. |
| 183 | Корневки              | деревня      | Получено слишком много сущностей из Викиданные. Количество загруженных сущностей: 500/500. |
| 184 | Коробово              | деревня      | Получено слишком много сущностей из Викиданные. Количество загруженных сущностей: 500/500. |
| 185 | Коровкино             | деревня      | Получено слишком много сущностей из Викиданные. Количество загруженных сущностей: 500/500. |
| 186 | Коськово              | деревня      | Получено слишком много сущностей из Викиданные. Количество загруженных сущностей: 500/500. |
| 187 | Кошево                | деревня      | Получено слишком много сущностей из Викиданные. Количество загруженных сущностей: 500/500. |
| 188 | Кошелево              | деревня      | Получено слишком много сущностей из Викиданные. Количество загруженных сущностей: 500/500. |
| 189 | Красное               | деревня      | Получено слишком много сущностей из Викиданные. Количество загруженных сущностей: 500/500. |
| 190 | Красноселье           | деревня      | Получено слишком много сущностей из Викиданные. Количество загруженных сущностей: 500/500. |
| 191 | Красный Посёлок       | деревня      | Получено слишком много сущностей из Викиданные. Количество загруженных сущностей: 500/500. |
| 192 | Крестцы               | деревня      | Получено слишком много сущностей из Викиданные. Количество загруженных сущностей: 500/500. |
| 193 | Крутицы               | деревня      | Получено слишком много сущностей из Викиданные. Количество загруженных сущностей: 500/500. |
| 194 | Крутцы                | деревня      | Получено слишком много сущностей из Викиданные. Количество загруженных сущностей: 500/500. |
| 195 | Кузнецовка            | деревня      | Получено слишком много сущностей из Викиданные. Количество загруженных сущностей: 500/500. |
| 196 | Куково                | деревня      | Получено слишком много сущностей из Викиданные. Количество загруженных сущностей: 500/500. |
| 197 | Кулотино              | деревня      | Получено слишком много сущностей из Викиданные. Количество загруженных сущностей: 500/500. |
| 198 | Кунилово              | деревня      | Получено слишком много сущностей из Викиданные. Количество загруженных сущностей: 500/500. |
| 199 | Курово                | деревня      | Получено слишком много сущностей из Викиданные. Количество загруженных сущностей: 500/500. |
| 200 | Курово-Покровское     | деревня      | Получено слишком много сущностей из Викиданные. Количество загруженных сущностей: 500/500. |
| 201 | Кучково               | деревня      | Получено слишком много сущностей из Викиданные. Количество загруженных сущностей: 500/500. |
| 202 | Кушниково             | деревня      | Получено слишком много сущностей из Викиданные. Количество загруженных сущностей: 500/500. |
| 203 | Лавы                  | деревня      | Получено слишком много сущностей из Викиданные. Количество загруженных сущностей: 500/500. |
| 204 | Ладеньково            | деревня      | Получено слишком много сущностей из Викиданные. Количество загруженных сущностей: 500/500. |
| 205 | Ладозино              | деревня      | Получено слишком много сущностей из Викиданные. Количество загруженных сущностей: 500/500. |
| 206 | Ладыгино              | деревня      | Получено слишком много сущностей из Викиданные. Количество загруженных сущностей: 500/500. |
| 207 | Лебедево              | деревня      | Получено слишком много сущностей из Викиданные. Количество загруженных сущностей: 500/500. |
| 208 | Левашово              | деревня      | Получено слишком много сущностей из Викиданные. Количество загруженных сущностей: 500/500. |
| 209 | Лединниково           | деревня      | Получено слишком много сущностей из Викиданные. Количество загруженных сущностей: 500/500. |
| 210 | Лежнево               | деревня      | Получено слишком много сущностей из Викиданные. Количество загруженных сущностей: 500/500. |
| 211 | Леушкино              | деревня      | Получено слишком много сущностей из Викиданные. Количество загруженных сущностей: 500/500. |
| 212 | Лешково               | деревня      | Получено слишком много сущностей из Викиданные. Количество загруженных сущностей: 500/500. |
| 213 | Липино                | деревня      | Получено слишком много сущностей из Викиданные. Количество загруженных сущностей: 500/500. |
| 214 | Ломово                | деревня      | Получено слишком много сущностей из Викиданные. Количество загруженных сущностей: 500/500. |
| 215 | Лопатино              | деревня      | Получено слишком много сущностей из Викиданные. Количество загруженных сущностей: 500/500. |
| 216 | Луговая               | деревня      | Получено слишком много сущностей из Викиданные. Количество загруженных сущностей: 500/500. |
| 217 | Лужи                  | деревня      | Получено слишком много сущностей из Викиданные. Количество загруженных сущностей: 500/500. |
| 218 | Луковниково           | село         | Получено слишком много сущностей из Викиданные. Количество загруженных сущностей: 500/500. |
| 219 | Лыткино               | деревня      | Получено слишком много сущностей из Викиданные. Количество загруженных сущностей: 500/500. |
| 220 | Лыткино               | деревня      | Получено слишком много сущностей из Викиданные. Количество загруженных сущностей: 500/500. |
| 221 | Львовский             | посёлок      | Получено слишком много сущностей из Викиданные. Количество загруженных сущностей: 500/500. |
| 222 | Льгово                | деревня      | Получено слишком много сущностей из Викиданные. Количество загруженных сущностей: 500/500. |
| 223 | Ляхово                | деревня      | Получено слишком много сущностей из Викиданные. Количество загруженных сущностей: 500/500. |
| 224 | Максимово             | деревня      | Получено слишком много сущностей из Викиданные. Количество загруженных сущностей: 500/500. |
| 225 | Малинники             | деревня      | Получено слишком много сущностей из Викиданные. Количество загруженных сущностей: 500/500. |
| 226 | Малиновка             | деревня      | Получено слишком много сущностей из Викиданные. Количество загруженных сущностей: 500/500. |
| 227 | Малое Капково         | деревня      | Получено слишком много сущностей из Викиданные. Количество загруженных сущностей: 500/500. |
| 228 | Малое Коптево         | деревня      | Получено слишком много сущностей из Викиданные. Количество загруженных сущностей: 500/500. |
| 229 | Малое Хорошово        | деревня      | Получено слишком много сущностей из Викиданные. Количество загруженных сущностей: 500/500. |
| 230 | Малые Лединки         | деревня      | Получено слишком много сущностей из Викиданные. Количество загруженных сущностей: 500/500. |
| 231 | Мартьяново            | деревня      | Получено слишком много сущностей из Викиданные. Количество загруженных сущностей: 500/500. |
| 232 | Маслово               | деревня      | Получено слишком много сущностей из Викиданные. Количество загруженных сущностей: 500/500. |
| 233 | Маслово               | деревня      | Получено слишком много сущностей из Викиданные. Количество загруженных сущностей: 500/500. |
| 234 | Матюково              | деревня      | Получено слишком много сущностей из Викиданные. Количество загруженных сущностей: 500/500. |
| 235 | Мелтучи               | деревня      | Получено слишком много сущностей из Викиданные. Количество загруженных сущностей: 500/500. |
| 236 | Минино                | деревня      | Получено слишком много сущностей из Викиданные. Количество загруженных сущностей: 500/500. |
| 237 | Мирная                | деревня      | Получено слишком много сущностей из Викиданные. Количество загруженных сущностей: 500/500. |
| 238 | Михалково             | деревня      | Получено слишком много сущностей из Викиданные. Количество загруженных сущностей: 500/500. |
| 239 | Мичково               | деревня      | Получено слишком много сущностей из Викиданные. Количество загруженных сущностей: 500/500. |
| 240 | Молоково              | деревня      | Получено слишком много сущностей из Викиданные. Количество загруженных сущностей: 500/500. |
| 241 | Молотино              | деревня      | Получено слишком много сущностей из Викиданные. Количество загруженных сущностей: 500/500. |
| 242 | Морозово              | деревня      | Получено слишком много сущностей из Викиданные. Количество загруженных сущностей: 500/500. |
| 243 | Мосеево               | деревня      | Получено слишком много сущностей из Викиданные. Количество загруженных сущностей: 500/500. |
| 244 | Мошино                | деревня      | Получено слишком много сущностей из Викиданные. Количество загруженных сущностей: 500/500. |
| 245 | Мошнино               | деревня      | Получено слишком много сущностей из Викиданные. Количество загруженных сущностей: 500/500. |
| 246 | Наводниково           | деревня      | Получено слишком много сущностей из Викиданные. Количество загруженных сущностей: 500/500. |
| 247 | Налеткино             | деревня      | Получено слишком много сущностей из Викиданные. Количество загруженных сущностей: 500/500. |
| 248 | Нащекино              | деревня      | Получено слишком много сущностей из Викиданные. Количество загруженных сущностей: 500/500. |
| 249 | Неверово              | деревня      | Получено слишком много сущностей из Викиданные. Количество загруженных сущностей: 500/500. |
| 250 | Негодяиха             | деревня      | Получено слишком много сущностей из Викиданные. Количество загруженных сущностей: 500/500. |
| 251 | Неклюдово             | деревня      | Получено слишком много сущностей из Викиданные. Количество загруженных сущностей: 500/500. |
| 252 | Нестерово             | деревня      | Получено слишком много сущностей из Викиданные. Количество загруженных сущностей: 500/500. |
| 253 | Нижний Спасс          | деревня      | Получено слишком много сущностей из Викиданные. Количество загруженных сущностей: 500/500. |
| 254 | Никиткино             | деревня      | Получено слишком много сущностей из Викиданные. Количество загруженных сущностей: 500/500. |
| 255 | Никольское            | деревня      | Получено слишком много сущностей из Викиданные. Количество загруженных сущностей: 500/500. |
| 256 | Никольское            | деревня      | Получено слишком много сущностей из Викиданные. Количество загруженных сущностей: 500/500. |
| 257 | Никольское            | деревня      | Получено слишком много сущностей из Викиданные. Количество загруженных сущностей: 500/500. |
| 258 | Никольское            | деревня      | Получено слишком много сущностей из Викиданные. Количество загруженных сущностей: 500/500. |
| 259 | Никоново              | деревня      | Получено слишком много сущностей из Викиданные. Количество загруженных сущностей: 500/500. |
| 260 | Никулино              | деревня      | Получено слишком много сущностей из Викиданные. Количество загруженных сущностей: 500/500. |
| 261 | Нисконицы             | деревня      | Получено слишком много сущностей из Викиданные. Количество загруженных сущностей: 500/500. |
| 262 | Ново-Дмитрово         | деревня      | Получено слишком много сущностей из Викиданные. Количество загруженных сущностей: 500/500. |
| 263 | Ново-Кобелево         | деревня      | Получено слишком много сущностей из Викиданные. Количество загруженных сущностей: 500/500. |
| 264 | Ново-Курцово          | деревня      | Получено слишком много сущностей из Викиданные. Количество загруженных сущностей: 500/500. |
| 265 | Ново-Прасковьино      | деревня      | Получено слишком много сущностей из Викиданные. Количество загруженных сущностей: 500/500. |
| 266 | Ново-Ямская           | деревня      | Получено слишком много сущностей из Викиданные. Количество загруженных сущностей: 500/500. |
| 267 | Новое                 | деревня      | Получено слишком много сущностей из Викиданные. Количество загруженных сущностей: 500/500. |
| 268 | Новое                 | деревня      | Получено слишком много сущностей из Викиданные. Количество загруженных сущностей: 500/500. |
| 269 | Новоселье             | деревня      | Получено слишком много сущностей из Викиданные. Количество загруженных сущностей: 500/500. |
| 270 | Новотроицкое          | деревня      | Получено слишком много сущностей из Викиданные. Количество загруженных сущностей: 500/500. |
| 271 | Овсяники              | деревня      | Получено слишком много сущностей из Викиданные. Количество загруженных сущностей: 500/500. |
| 272 | Овсянниково           | деревня      | Получено слишком много сущностей из Викиданные. Количество загруженных сущностей: 500/500. |
| 273 | Ордино                | деревня      | Получено слишком много сущностей из Викиданные. Количество загруженных сущностей: 500/500. |
| 274 | Орешки                | село         | Получено слишком много сущностей из Викиданные. Количество загруженных сущностей: 500/500. |
| 275 | Орлово                | деревня      | Получено слишком много сущностей из Викиданные. Количество загруженных сущностей: 500/500. |
| 276 | Осипово               | деревня      | Получено слишком много сущностей из Викиданные. Количество загруженных сущностей: 500/500. |
| 277 | Павликово             | деревня      | Получено слишком много сущностей из Викиданные. Количество загруженных сущностей: 500/500. |
| 278 | Павловское            | деревня      | Получено слишком много сущностей из Викиданные. Количество загруженных сущностей: 500/500. |
| 279 | Павлушково            | деревня      | Получено слишком много сущностей из Викиданные. Количество загруженных сущностей: 500/500. |
| 280 | Панофидино            | деревня      | Получено слишком много сущностей из Викиданные. Количество загруженных сущностей: 500/500. |
| 281 | Паньково              | деревня      | Получено слишком много сущностей из Викиданные. Количество загруженных сущностей: 500/500. |
| 282 | Пентурово             | деревня      | Получено слишком много сущностей из Викиданные. Количество загруженных сущностей: 500/500. |
| 283 | Пепелово              | деревня      | Получено слишком много сущностей из Викиданные. Количество загруженных сущностей: 500/500. |
| 284 | Первитино             | деревня      | Получено слишком много сущностей из Викиданные. Количество загруженных сущностей: 500/500. |
| 285 | Перлево               | деревня      | Получено слишком много сущностей из Викиданные. Количество загруженных сущностей: 500/500. |
| 286 | Перхурово             | деревня      | Получено слишком много сущностей из Викиданные. Количество загруженных сущностей: 500/500. |
| 287 | Петраково             | деревня      | Получено слишком много сущностей из Викиданные. Количество загруженных сущностей: 500/500. |
| 288 | Петрищево             | деревня      | Получено слишком много сущностей из Викиданные. Количество загруженных сущностей: 500/500. |
| 289 | Погост                | деревня      | Получено слишком много сущностей из Викиданные. Количество загруженных сущностей: 500/500. |
| 290 | Подвязье              | деревня      | Получено слишком много сущностей из Викиданные. Количество загруженных сущностей: 500/500. |
| 291 | Подол                 | деревня      | Получено слишком много сущностей из Викиданные. Количество загруженных сущностей: 500/500. |
| 292 | Подсосенье            | деревня      | Получено слишком много сущностей из Викиданные. Количество загруженных сущностей: 500/500. |
| 293 | Подсосенье            | деревня      | Получено слишком много сущностей из Викиданные. Количество загруженных сущностей: 500/500. |
| 294 | Покровское            | деревня      | Получено слишком много сущностей из Викиданные. Количество загруженных сущностей: 500/500. |
| 295 | Покровское            | деревня      | Получено слишком много сущностей из Викиданные. Количество загруженных сущностей: 500/500. |
| 296 | Полевой               | посёлок      | Получено слишком много сущностей из Викиданные. Количество загруженных сущностей: 500/500. |
| 297 | Попадьино             | деревня      | Получено слишком много сущностей из Викиданные. Количество загруженных сущностей: 500/500. |
| 298 | Попово                | деревня      | Получено слишком много сущностей из Викиданные. Количество загруженных сущностей: 500/500. |
| 299 | Попово                | деревня      | Получено слишком много сущностей из Викиданные. Количество загруженных сущностей: 500/500. |
| 300 | Прокофьево            | деревня      | Получено слишком много сущностей из Викиданные. Количество загруженных сущностей: 500/500. |
| 301 | Пролежнево            | деревня      | Получено слишком много сущностей из Викиданные. Количество загруженных сущностей: 500/500. |
| 302 | Пусторадиха           | деревня      | Получено слишком много сущностей из Викиданные. Количество загруженных сущностей: 500/500. |
| 303 | Пыхово                | деревня      | Получено слишком много сущностей из Викиданные. Количество загруженных сущностей: 500/500. |
| 304 | Рамейково             | деревня      | Получено слишком много сущностей из Викиданные. Количество загруженных сущностей: 500/500. |
| 305 | Раменье               | деревня      | Получено слишком много сущностей из Викиданные. Количество загруженных сущностей: 500/500. |
| 306 | Раслово               | деревня      | Получено слишком много сущностей из Викиданные. Количество загруженных сущностей: 500/500. |
| 307 | Репино                | деревня      | Получено слишком много сущностей из Викиданные. Количество загруженных сущностей: 500/500. |
| 308 | Родня                 | деревня      | Получено слишком много сущностей из Викиданные. Количество загруженных сущностей: 500/500. |
| 309 | Рождественно          | деревня      | Получено слишком много сущностей из Викиданные. Количество загруженных сущностей: 500/500. |
| 310 | Романово              | деревня      | Получено слишком много сущностей из Викиданные. Количество загруженных сущностей: 500/500. |
| 311 | Русобино              | деревня      | Получено слишком много сущностей из Викиданные. Количество загруженных сущностей: 500/500. |
| 312 | Рыблово               | деревня      | Получено слишком много сущностей из Викиданные. Количество загруженных сущностей: 500/500. |
| 313 | Рылово                | деревня      | Получено слишком много сущностей из Викиданные. Количество загруженных сущностей: 500/500. |
| 314 | Рюхово                | деревня      | Получено слишком много сущностей из Викиданные. Количество загруженных сущностей: 500/500. |
| 315 | Рябинино              | деревня      | Получено слишком много сущностей из Викиданные. Количество загруженных сущностей: 500/500. |
| 316 | Рясня                 | деревня      | Получено слишком много сущностей из Викиданные. Количество загруженных сущностей: 500/500. |
| 317 | Савельево             | деревня      | Получено слишком много сущностей из Викиданные. Количество загруженных сущностей: 500/500. |
| 318 | Саначино              | деревня      | Получено слишком много сущностей из Викиданные. Количество загруженных сущностей: 500/500. |
| 319 | Сасынье               | деревня      | Получено слишком много сущностей из Викиданные. Количество загруженных сущностей: 500/500. |
| 320 | Сатино                | деревня      | Получено слишком много сущностей из Викиданные. Количество загруженных сущностей: 500/500. |
| 321 | Сафроново             | деревня      | Получено слишком много сущностей из Викиданные. Количество загруженных сущностей: 500/500. |
| 322 | Свиново               | деревня      | Получено слишком много сущностей из Викиданные. Количество загруженных сущностей: 500/500. |
| 323 | Свистуново            | деревня      | Получено слишком много сущностей из Викиданные. Количество загруженных сущностей: 500/500. |
| 324 | Севостьяново          | деревня      | Получено слишком много сущностей из Викиданные. Количество загруженных сущностей: 500/500. |
| 325 | Селиваново            | деревня      | Получено слишком много сущностей из Викиданные. Количество загруженных сущностей: 500/500. |
| 326 | Сельцо                | деревня      | Получено слишком много сущностей из Викиданные. Количество загруженных сущностей: 500/500. |
| 327 | Селютино              | деревня      | Получено слишком много сущностей из Викиданные. Количество загруженных сущностей: 500/500. |
| 328 | Сенчуково             | деревня      | Получено слишком много сущностей из Викиданные. Количество загруженных сущностей: 500/500. |
| 329 | Сергеево              | деревня      | Получено слишком много сущностей из Викиданные. Количество загруженных сущностей: 500/500. |
| 330 | Сергино               | деревня      | Получено слишком много сущностей из Викиданные. Количество загруженных сущностей: 500/500. |
| 331 | Сетки                 | деревня      | Получено слишком много сущностей из Викиданные. Количество загруженных сущностей: 500/500. |
| 332 | Сидорово              | деревня      | Получено слишком много сущностей из Викиданные. Количество загруженных сущностей: 500/500. |
| 333 | Слобода               | деревня      | Получено слишком много сущностей из Викиданные. Количество загруженных сущностей: 500/500. |
| 334 | Смагино               | деревня      | Получено слишком много сущностей из Викиданные. Количество загруженных сущностей: 500/500. |
| 335 | Соколово              | деревня      | Получено слишком много сущностей из Викиданные. Количество загруженных сущностей: 500/500. |
| 336 | Сорокино              | деревня      | Получено слишком много сущностей из Викиданные. Количество загруженных сущностей: 500/500. |
| 337 | Спасское              | деревня      | Получено слишком много сущностей из Викиданные. Количество загруженных сущностей: 500/500. |
| 338 | Станишино             | деревня      | Получено слишком много сущностей из Викиданные. Количество загруженных сущностей: 500/500. |
| 339 | Станы                 | деревня      | Получено слишком много сущностей из Викиданные. Количество загруженных сущностей: 500/500. |
| 340 | Старица               | город        | Получено слишком много сущностей из Викиданные. Количество загруженных сущностей: 500/500. |
| 341 | Старица               | ж.д. станция | Получено слишком много сущностей из Викиданные. Количество загруженных сущностей: 500/500. |
| 342 | Старково              | деревня      | Получено слишком много сущностей из Викиданные. Количество загруженных сущностей: 500/500. |
| 343 | Старо-Курцово         | деревня      | Получено слишком много сущностей из Викиданные. Количество загруженных сущностей: 500/500. |
| 344 | Старо-Новое           | деревня      | Получено слишком много сущностей из Викиданные. Количество загруженных сущностей: 500/500. |
| 345 | Старо-Прасковьино     | деревня      | Получено слишком много сущностей из Викиданные. Количество загруженных сущностей: 500/500. |
| 346 | Старо-Ямская          | деревня      | Получено слишком много сущностей из Викиданные. Количество загруженных сущностей: 500/500. |
| 347 | Старое                | деревня      | Получено слишком много сущностей из Викиданные. Количество загруженных сущностей: 500/500. |
| 348 | Старое Теличино       | деревня      | Получено слишком много сущностей из Викиданные. Количество загруженных сущностей: 500/500. |
| 349 | Стегнишино            | деревня      | Получено слишком много сущностей из Викиданные. Количество загруженных сущностей: 500/500. |
| 350 | Степанково            | деревня      | Получено слишком много сущностей из Викиданные. Количество загруженных сущностей: 500/500. |
| 351 | Степаньково           | деревня      | Получено слишком много сущностей из Викиданные. Количество загруженных сущностей: 500/500. |
| 352 | Степино               | деревня      | Получено слишком много сущностей из Викиданные. Количество загруженных сущностей: 500/500. |
| 353 | Степурино             | деревня      | Получено слишком много сущностей из Викиданные. Количество загруженных сущностей: 500/500. |
| 354 | Страна Советов        | деревня      | Получено слишком много сущностей из Викиданные. Количество загруженных сущностей: 500/500. |
| 355 | Стренево              | деревня      | Получено слишком много сущностей из Викиданные. Количество загруженных сущностей: 500/500. |
| 356 | Сулим                 | деревня      | Получено слишком много сущностей из Викиданные. Количество загруженных сущностей: 500/500. |
| 357 | Суровцово             | деревня      | Получено слишком много сущностей из Викиданные. Количество загруженных сущностей: 500/500. |
| 358 | Сухолжино             | деревня      | Получено слишком много сущностей из Викиданные. Количество загруженных сущностей: 500/500. |
| 359 | Сухоплачево           | деревня      | Получено слишком много сущностей из Викиданные. Количество загруженных сущностей: 500/500. |
| 360 | Сущово                | деревня      | Получено слишком много сущностей из Викиданные. Количество загруженных сущностей: 500/500. |
| 361 | Тальцы                | деревня      | Получено слишком много сущностей из Викиданные. Количество загруженных сущностей: 500/500. |
| 362 | Тарасово              | деревня      | Получено слишком много сущностей из Викиданные. Количество загруженных сущностей: 500/500. |
| 363 | Тарутино              | деревня      | Получено слишком много сущностей из Викиданные. Количество загруженных сущностей: 500/500. |
| 364 | Теплово               | деревня      | Получено слишком много сущностей из Викиданные. Количество загруженных сущностей: 500/500. |
| 365 | Тепляшино             | деревня      | Получено слишком много сущностей из Викиданные. Количество загруженных сущностей: 500/500. |
| 366 | Терпилово             | деревня      | Получено слишком много сущностей из Викиданные. Количество загруженных сущностей: 500/500. |
| 367 | Терпниково            | деревня      | Получено слишком много сущностей из Викиданные. Количество загруженных сущностей: 500/500. |
| 368 | Техменево             | деревня      | Получено слишком много сущностей из Викиданные. Количество загруженных сущностей: 500/500. |
| 369 | Тимошкино             | деревня      | Получено слишком много сущностей из Викиданные. Количество загруженных сущностей: 500/500. |
| 370 | Титово                | деревня      | Получено слишком много сущностей из Викиданные. Количество загруженных сущностей: 500/500. |
| 371 | Толвенцово            | деревня      | Получено слишком много сущностей из Викиданные. Количество загруженных сущностей: 500/500. |
| 372 | Толмачево             | деревня      | Получено слишком много сущностей из Викиданные. Количество загруженных сущностей: 500/500. |
| 373 | Толпино               | деревня      | Получено слишком много сущностей из Викиданные. Количество загруженных сущностей: 500/500. |
| 374 | Толстоухово           | деревня      | Получено слишком много сущностей из Викиданные. Количество загруженных сущностей: 500/500. |
| 375 | Торговцево            | хутор        | Получено слишком много сущностей из Викиданные. Количество загруженных сущностей: 500/500. |
| 376 | Турково               | деревня      | Получено слишком много сущностей из Викиданные. Количество загруженных сущностей: 500/500. |
| 377 | Улитино               | деревня      | Получено слишком много сущностей из Викиданные. Количество загруженных сущностей: 500/500. |
| 378 | Ушаково               | деревня      | Получено слишком много сущностей из Викиданные. Количество загруженных сущностей: 500/500. |
| 379 | Ушаковские Горки      | деревня      | Получено слишком много сущностей из Викиданные. Количество загруженных сущностей: 500/500. |
| 380 | Фатьяново             | деревня      | Получено слишком много сущностей из Викиданные. Количество загруженных сущностей: 500/500. |
| 381 | Федорково             | деревня      | Получено слишком много сущностей из Викиданные. Количество загруженных сущностей: 500/500. |
| 382 | Федурново             | деревня      | Получено слишком много сущностей из Викиданные. Количество загруженных сущностей: 500/500. |
| 383 | Филино                | деревня      | Получено слишком много сущностей из Викиданные. Количество загруженных сущностей: 500/500. |
| 384 | Холмец                | деревня      | Получено слишком много сущностей из Викиданные. Количество загруженных сущностей: 500/500. |
| 385 | Холохольня            | деревня      | Получено слишком много сущностей из Викиданные. Количество загруженных сущностей: 500/500. |
| 386 | Хорошово              | деревня      | Получено слишком много сущностей из Викиданные. Количество загруженных сущностей: 500/500. |
| 387 | Храпыни               | деревня      | Получено слишком много сущностей из Викиданные. Количество загруженных сущностей: 500/500. |
| 388 | Чадово                | деревня      | Получено слишком много сущностей из Викиданные. Количество загруженных сущностей: 500/500. |
| 389 | Ченцово               | деревня      | Получено слишком много сущностей из Викиданные. Количество загруженных сущностей: 500/500. |
| 390 | Черемушки             | деревня      | Получено слишком много сущностей из Викиданные. Количество загруженных сущностей: 500/500. |
| 391 | Черничено             | деревня      | Получено слишком много сущностей из Викиданные. Количество загруженных сущностей: 500/500. |
| 392 | Черново               | деревня      | Получено слишком много сущностей из Викиданные. Количество загруженных сущностей: 500/500. |
| 393 | Черново               | деревня      | Получено слишком много сущностей из Викиданные. Количество загруженных сущностей: 500/500. |
| 394 | Чудово                | деревня      | Получено слишком много сущностей из Викиданные. Количество загруженных сущностей: 500/500. |
| 395 | Чукавино              | деревня      | Получено слишком много сущностей из Викиданные. Количество загруженных сущностей: 500/500. |
| 396 | Чупруново             | деревня      | Получено слишком много сущностей из Викиданные. Количество загруженных сущностей: 500/500. |
| 397 | Чурилово              | деревня      | Получено слишком много сущностей из Викиданные. Количество загруженных сущностей: 500/500. |
| 398 | Чухино                | деревня      | Получено слишком много сущностей из Викиданные. Количество загруженных сущностей: 500/500. |
| 399 | Шавково               | деревня      | Получено слишком много сущностей из Викиданные. Количество загруженных сущностей: 500/500. |
| 400 | Шалимово              | деревня      | Получено слишком много сущностей из Викиданные. Количество загруженных сущностей: 500/500. |
| 401 | Шарапово              | деревня      | Получено слишком много сущностей из Викиданные. Количество загруженных сущностей: 500/500. |
| 402 | Шебаршино             | деревня      | Получено слишком много сущностей из Викиданные. Количество загруженных сущностей: 500/500. |
| 403 | Шелково               | деревня      | Получено слишком много сущностей из Викиданные. Количество загруженных сущностей: 500/500. |
| 404 | Шиловка               | деревня      | Получено слишком много сущностей из Викиданные. Количество загруженных сущностей: 500/500. |
| 405 | Шилово                | деревня      | Получено слишком много сущностей из Викиданные. Количество загруженных сущностей: 500/500. |
| 406 | Шишково               | деревня      | Получено слишком много сущностей из Викиданные. Количество загруженных сущностей: 500/500. |
| 407 | Шорново               | деревня      | Получено слишком много сущностей из Викиданные. Количество загруженных сущностей: 500/500. |
| 408 | Шумилово              | деревня      | Получено слишком много сущностей из Викиданные. Количество загруженных сущностей: 500/500. |
| 409 | Щапово                | деревня      | Получено слишком много сущностей из Викиданные. Количество загруженных сущностей: 500/500. |
| 410 | Щелкачево             | деревня      | Получено слишком много сущностей из Викиданные. Количество загруженных сущностей: 500/500. |
| 411 | Щитниково             | деревня      | Получено слишком много сущностей из Викиданные. Количество загруженных сущностей: 500/500. |
| 412 | Щупалиха              | деревня      | Получено слишком много сущностей из Викиданные. Количество загруженных сущностей: 500/500. |
| 413 | Юрьевское             | деревня      | Получено слишком много сущностей из Викиданные. Количество загруженных сущностей: 500/500. |
| 414 | Юрьевское             | деревня      | Получено слишком много сущностей из Викиданные. Количество загруженных сущностей: 500/500. |
| 415 | Яйцово                | деревня      | Получено слишком много сущностей из Викиданные. Количество загруженных сущностей: 500/500. |
| 416 | Яковково              | деревня      | Получено слишком много сущностей из Викиданные. Количество загруженных сущностей: 500/500. |
| 417 | Ялыгино               | деревня      | Получено слишком много сущностей из Викиданные. Количество загруженных сущностей: 500/500. |

## Торжокский
Время, выделенное для выполнения скриптов, истекло.

## Торопецкий
Время, выделенное для выполнения скриптов, истекло.

## Фировский
Время, выделенное для выполнения скриптов, истекло.